# میادین
میادین (به عربی: المیادین) یک منطقهٔ مسکونی در سوریه است که در منطقه میادین واقع شده‌است. میادین ۴۴٬۰۲۸ نفر جمعیت دارد و ۱۹۵ متر بالاتر از سطح دریا واقع شده‌است.